# Bett1Hulks Indoors
Bett1Hulks Indoors – męski turniej tenisowy kategorii ATP Tour 250 zaliczany do cyklu ATP Tour, rozgrywany na kortach twardych w hali w niemieckiej Kolonii w sezonie 2020.

## Mecze finałowe

### Gra pojedyncza mężczyzn
| Rok  | Zwycięzca        | Finalista             | Wynik    |
| 2020 | Alexander Zverev | Félix Auger-Aliassime | 6:3, 6:3 |

### Gra podwójna mężczyzn
| Rok  | Zwycięzcy                           | Finaliści                 | Wynik    |
| 2020 | Pierre-Hugues Herbert Nicolas Mahut | Łukasz Kubot Marcelo Melo | 6:4, 6:4 |